# Moteur FIRE Fiat
Le moteur FIRE (Fully Integrated Robotized Engine) est un moteur thermique automobile à combustion interne, essence quatre temps, avec quatre cylindres en ligne alésés directement dans le bloc en fonte, refroidi par eau, doté d'un vilebrequin à cinq paliers, avec arbre(s) à cames en tête entraîné(s) par une courroie de distribution crantée, avec une culasse en aluminium, soupapes en tête. Conçu pour être placé dans une position transversale avant.
Ce moteur avec quatre cylindres en ligne est issu d'un projet d'étude commun entre les groupes Fiat et PSA Peugeot Citroën mais les difficultés financières du constructeur français l'obligèrent à se retirer du projet. L'étude sera réalisée entièrement par le bureau d'études Fiat sous la direction de l'ingénieur italien Rodolfo Bonetto.
Il est produit dans plusieurs usines du groupe italien réparties dans le monde. En Italie, il est fabriqué dans l'usine ultra robotisée Fiat Powertrain Technologies de Termoli où il a été lancé le 30 mars 1985. Ce moteur existe en versions 8 et 16 soupapes.
Fiat a arrêté sa fabrication le 7 mai 2020, après 22 833 856 unités produites, pour le remplacer par le nouveau moteur FireFly 3 cylindres ou 4 cylindres de respectivement 1 litres et 1,3 litre de cylindrée. 

## Histoire
En 1979, les groupes automobiles Fiat et PSA Peugeot Citroën signent un accord de coopération pour l'étude en commun d'un tout nouveau moteur économique et ultra-moderne. Les déboires financiers du constructeur français à cette période l'obligent cependant à abandonner le projet avant le début des études. L'étude du moteur FIRE sera donc réalisée par les bureaux d'études Fiat sous la direction de l'ingénieur Rodolfo Bonetto.
En 1985, le moteur FIRE fait sa première apparition sur un modèle du groupe Fiat, l'Autobianchi Y10 première série.
Le premier moteur avec quatre cylindres en ligne et arbres à cames en tête de série, le Moteur Twin-Cam Alfa Romeo de 1,29 litre développant 62 chevaux, a été mis au point en 1954 par l'ingénieur Giuseppe Busso pour la Giulietta. 
Ce projet avait de révolutionnaire qu'il obtient une intégration maximale et la réduction à l'extrême du nombre des composants, y compris du nombre de pièces en mouvement et des mouvements en eux-mêmes, ainsi que le poids des pièces en mouvement (nombre et mouvement des soupapes minimum, un seul arbre à cames en tête avec actionnement direct via pastilles sur soupapes, courroie de distribution avec pompe à eau intégrée au bloc-cylindre, pompe à huile trochoïdale légère, réduction de largeur du bloc-cylindre en fonte car cylindrée faible - 769 cm3, 999 cm3 puis 1 108 cm3 - et pas de circulation d'eau entre les fûts des cylindres). Le tout afin de diminuer le poids du moteur, d'en faciliter la production et d'augmenter très légèrement son rendement (moins de pièces à mouvoir par cycle et trajet de ces dernières réduit au minimum).
Ce nouveau moteur essence qui va se révéler d'une grande fiabilité, est moins cher à produire et conçu pour être fabriqué dans bon nombre de sites grâce à sa grande automatisation. À caractéristiques identiques, il consomme 25 % de moins que la concurrence grâce à une combustion pauvre, avec donc une quantité d'air supérieure, ce qui ne peut que favoriser un moindre impact sur l'environnement.
Les premiers exemplaires sont alimentés par carburateur, la version à injection électronique mono ou multipoint fera son apparition en 1993. Son utilisation en très grande série démarre vraiment en 1986 avec son installation sous le capot des Fiat Uno et Fiat Panda I, en version 999 cm3 et 1 100 cm3. C'est dans la Lancia Y10 « FIRE » 999 cm3 carburateur (et non injection qui consomme légèrement plus !) que ce moteur obtient ses meilleurs résultats, avec une consommation de 4,2 l/100 km (boîte 5 vitesses, consommation moyenne à 90 km/h).
La bonne conception de ce moteur a largement été démontrée par sa polyvalence de cylindrée. En effet, bien que conçu à l'origine pour développer 999 cm3, il a cependant très vite été décliné en une version 1 108 cm3, puis 769 cm3 et 10 ans plus tard, en 1 242 cm3 et 1 368 cm3, qui, en plus des modèles du groupe Fiat, équiperont aussi les modèles de beaucoup d'autres constructeurs, notamment Ford et Tata.
Lors des premiers essais de mise au point du nouveau « moteur FIRE » 1000, les ingénieurs de Fiat se rendent vite compte de son énorme potentiel. Les premiers essais au banc offrent une puissance de plus de 80 chevaux. Celle-ci est volontairement réduite sur les premières séries à 45 ch afin de s'assurer de la fiabilité du moteur et de vérifier sa tenue dans le temps, tout en offrant un programme d'entretien des plus réduits.
La version « FIRE » 1100 est, tout comme les autres versions de cylindrée supérieure, le moteur qui sera le plus élaboré en Italie. Il garantit de très vives accélérations et se révèle d'une extraordinaire robustesse, tout en développant des prestations très enviées avec des niveaux de puissance jamais atteints sur cette cylindrée, toujours associés à une consommation extrêmement réduite et à un taux de compression faible.
En 1993, afin de satisfaire aux normes européennes Euro 2, les versions à carburateur sont supprimées pour laisser place aux seules versions à injection électronique monopoint (single point, SPI) et multipoint (MPI).
En 1997, Fiat lance la version « Super-FIRE », avec une culasse multisoupape, 4 soupapes par cylindre et l'injection multipoint séquentielle (SMPI).
En 2007, lors du lancement de la nouvelle Fiat Bravo, Fiat développe le « FIRE » 1368 turbo (T-Jet), et ensuite des versions multiair atmosphériques et turbo à partir de 2010, montés aussi sur d'autres modèles du groupe Fiat, en particulier sur les Fiat Grande Punto, Fiat 500 II, Tipo, Abarth, Lancia Delta, Alfa Romeo Mito et  Alfa Romeo Giulietta avec des puissances de 105 à 180 ch.
En 2016, plus de 30 ans après son apparition, le moteur FIRE est encore monté dans un nouveau modèle Fiat, la nouvelle Tipo.
Fiat a arrêté sa fabrication le 7 mai 2020, après 22 833 856 unités produites, pour le remplacer par le nouveau moteur FireFly 3 cylindres 1.0 (atmosphérique en 70 ch, turbo en 120 ch) et 4 cylindres 1.3 (150 ch et 180 ch).

## Liste des moteurs FIRE par cylindrée
- 769 cm3 alésage x course (mm) : 65 x 58
  - 8V (1986 à 1992)
- 999 cm3 alésage x course (mm) : 70 x 64,9
  - 8V (1985 à 1992)
  - 8V SPI (1993 à 2003)
  - 16V SMPI (1998, uniquement au Brésil par Fiat Automoveïs)
- 1 108 cm3 alésage x course (mm) : 70 x 72
  - 8V (1989 à 1993)
  - 8V SPI (1993 à 2000)
  - 8V MPI (depuis 2001, toujours en production)
- 1 242 cm3 alésage x course (mm) : 70,8 x 78,86
  - 8V SPI (1993 à 1999)
  - 8V MPI (depuis 1993, en production)
  - 16V SMPI (depuis 1997, en production)
- 1 368 cm3 alésage x course (mm) : 72 x 84
  - 8V SMPI (depuis 2005, en production)
  - 16V SMPI (depuis 2003, en production)

## Modèles du groupe Fiat équipés d'un moteur FIRE par date de lancement
- Autobianchi Y10 (1985) 999-1 108 cm3
- Fiat Uno I et II (1986) 999-1 108 cm3
- Fiat Panda I (1986) 750-999-1 108 cm3
- Fiat Tipo (1988) 1 108 cm3
- Fiat Punto I (1993) 1 108-1 242 cm3 8v et 1242 cm3 16v
- Fiat Cinquecento (1994) 1 108 cm3
- Fiat Bravo/Brava I (1995) 1 242 cm3 16v
- Lancia Y (1996) 1 108-1 242 cm3
- Fiat Palio (1997) 1 242 cm3
- Fiat Seicento (1998) 1 108 cm3
- Fiat Stilo (2001) 1 242-1 368 cm3
- Fiat Panda II (2003) 1 108-1 242-1 368 cm3
- Fiat Idea (2003) 1 242-1 368 cm3
- Lancia Ypsilon (2003) 1 242-1 368 cm3
- Lancia Musa (2004) 1 368 cm3
- Fiat Grande Punto (2005) 1 242 -1 368 cm3
- Fiat Linea (2006/7) 1 368 cm3
- Fiat Bravo II (2007) 1 368 cm3
- Fiat Bravo Siena (2007) 1 282 cm3
- Fiat 500 (2007) 1 242-1 368 cm3
- Lancia Delta (2008) 1 368 cm3
- Alfa Romeo MiTo (2008) 1 368 cm3
- Abarth 500 (2008-) 1 368 cm3
- Abarth Punto (2008-) 1 368 cm3
- Alfa Romeo Giulietta (2010) 1368 cm3
- Dodge Dart (2012)
- Lancia Ypsilon II (2011) 1 242 cm3
- Fiat Panda III (2012) 1 242 cm3
- Fiat Tipo II (2016) 1368 cm3[2]
- Fiat Punto II (2000-2006) 1242 cm3 8v et 1242 cm3 16v

## Modèles d'autres constructeurs équipés d'un moteur FIRE
- Jeep Renegade
- Ford Ka (2e génération) (2008)
- Tata Indigo Manza
- Tata Indica Vista
- Suzuki swift 2 génération 1.2 16v
- Opel agila 1 génération 1.2 8v